# Nury Vittachi

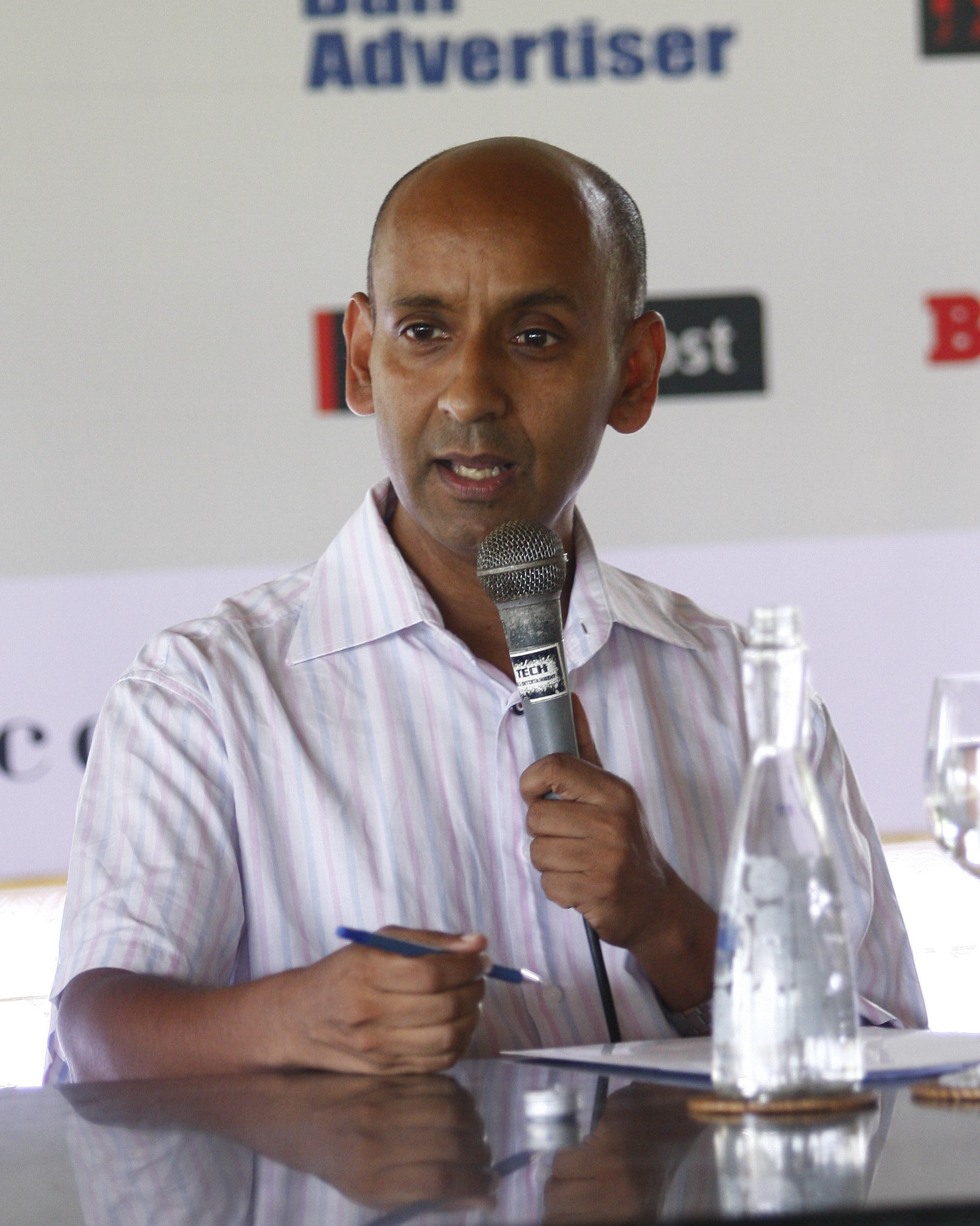
Nury Vittachi beim Ubud Writers & Readers Festival 2012

Nury Vittachi (* 2. Oktober 1958) ist ein in Ceylon (heute Sri Lanka) geborener asiatischer Schriftsteller und Journalist. Vittachi schreibt in englischer Sprache.
Vittachi lebt heute mit Frau und drei adoptierten Kindern in Hongkong.

## Biographie
Vittachis Vater Tarzie Vittachi war Journalist und Schriftsteller in Ceylon zur Zeit der ersten Unruhen zwischen den singhalesischen und tamilischen Volksgruppen. Er veröffentlichte ein Buch über die Kämpfe, das wegen der in Ceylon vorherrschenden Zensur in England publiziert wurde. Dies führte zu Todesdrohungen und die Familie wanderte nach Singapur, später nach Kuala Lumpur aus.
Nury Vittachi selber wuchs im Wesentlichen in England auf und lernte in der englischen Boulevardpresse den Journalistenberuf. Von 1987 bis 1997 arbeitete Vittachi als Boulevard-Journalist bei Zeitungen in Hongkong und schrieb oft amüsant und amüsiert über das Gebrauchsenglisch vieler Asiaten und zum anderen über das Unverständnis asiatischer Gebräuche durch Europäer.
Dieser Themenbereich führte schließlich im Jahr 2000 zu den Roman der Reihe „Der Fengshui-Detektiv“
mit den Hauptdarstellern eines älteren chinesischen Fengshui-Meisters und eines australischen Teens, die so gar keine Gemeinsamkeiten haben.
Vittachi ist außerdem Herausgeber und Initiator einer Literaturzeitschrift (Dimsum), in der viele englischsprachige asiatische Autoren veröffentlicht werden.

## Bibliographie

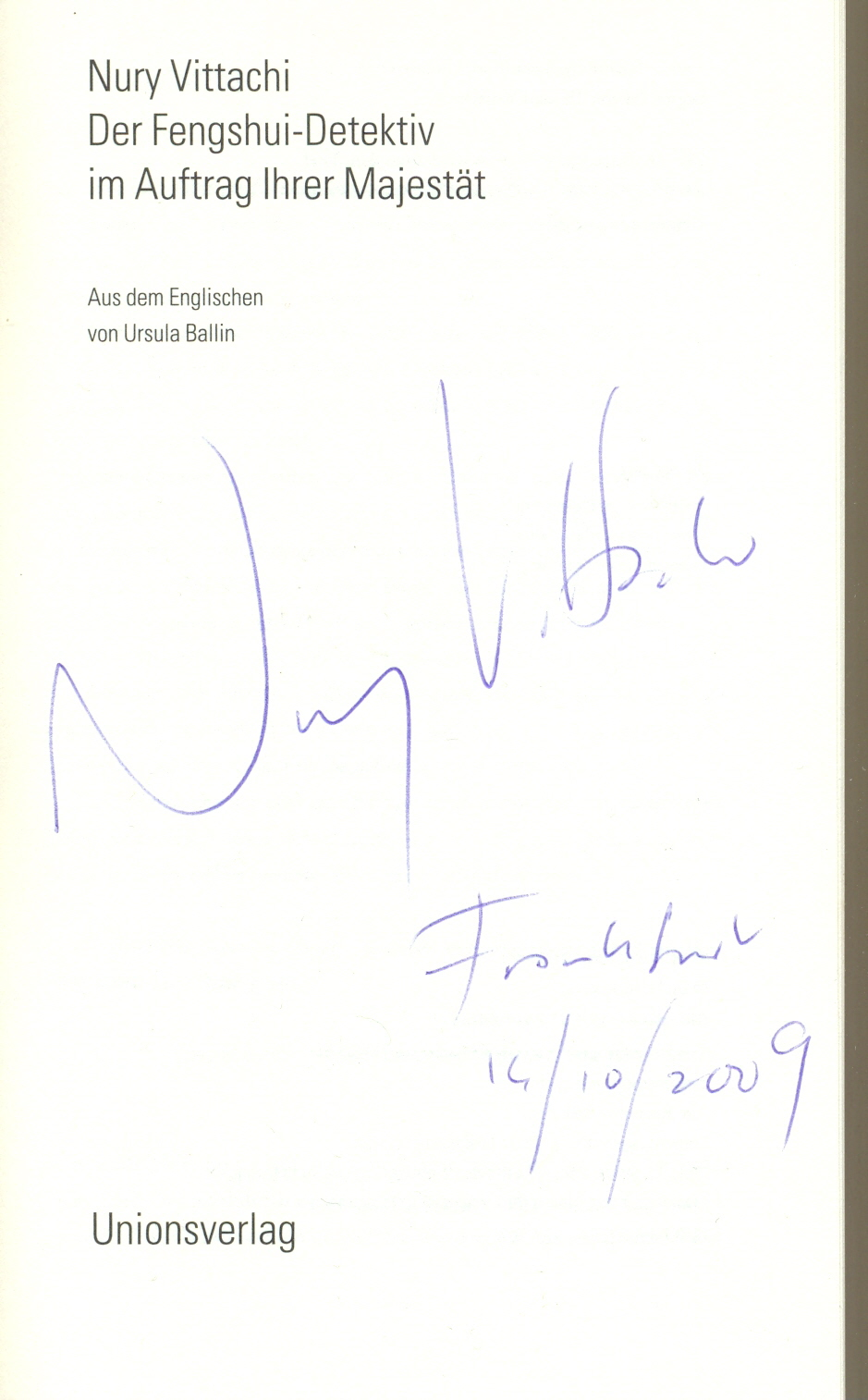
Autograph

### In Deutscher Übersetzung
- Der Fengshui-Detektiv (2003, The Feng Shui Detective)
- Der Fengshui-Detektiv und der Geistheiler (2004, The Feng Shui Detective Goes South)
- Der Fengshui-Detektiv und der Computertiger (2004, The Feng Shui Detective’s Casebook)
- Shanghai Dinner. Der Fengshui-Detektiv rettet die Welt (2007, The Shanghai Union of Industrial Mystics)
- Cyberboy (2005, Dead Eric Gets a Virus)
- Der Fengshui-Detektiv im Auftrag ihrer Majestät (2009, Mr Wong Goes West)

### Englischsprachige Veröffentlichungen

#### Sachbücher
- Reliable Sauce (1990)
- Only in Hong Kong (1993)
- Travellers’ Tales (1994)
- Goodbye Hong Kong, Hello Xianggang (1997)
- The Ultimate Only in Hong Kong Collection (1998)
- Guardians of the Treasure House (1998)
- Riding the Millennial Storm (1998)
- North Wind (1999)
- City of Dreams (2006)
- The Kama Sutra of Business (2007)
- The Other Side of the Story: A Secret War in Hong Kong (2020)[1]

#### Romane
- The Hong Kong Joke Book (1995)
- Asian Values (1996)
- The Feng Shui Detective (2000)
- The Feng Shui Detective Goes South (2002)
- The Feng Shui Detective’s Casebook (2003)
- The Shanghai Union of Industrial Mystics (2006)
- Mr Wong Goes West (2008)
- The Curious Diary of Mr. Jam (2012)

#### Kinderbücher
- Ludwig and the Chewy Chunks Café (1994)
- Dead Eric Gets a Virus (2001)
- Robot Junior (1998)
- The True History of Santa Claus (2004)
- The Day it Rained Letters (2005)
- The Paper Princess (2005)
- May Moon and the Secrets of the CPAs (2006)
- Mozzle and the Giant (2006)
- The Place You’re Meant to Be (2006)
- The World’s Funniest Book of Poems (2006)
- Twilight in the Land of Nowhen (2006)
- Jeri Telstar, The Homework Hero (2008)
- Jeri Telstar, And the Small Black Dog that Talked Like the President (2008)